# Barreur (aviron)

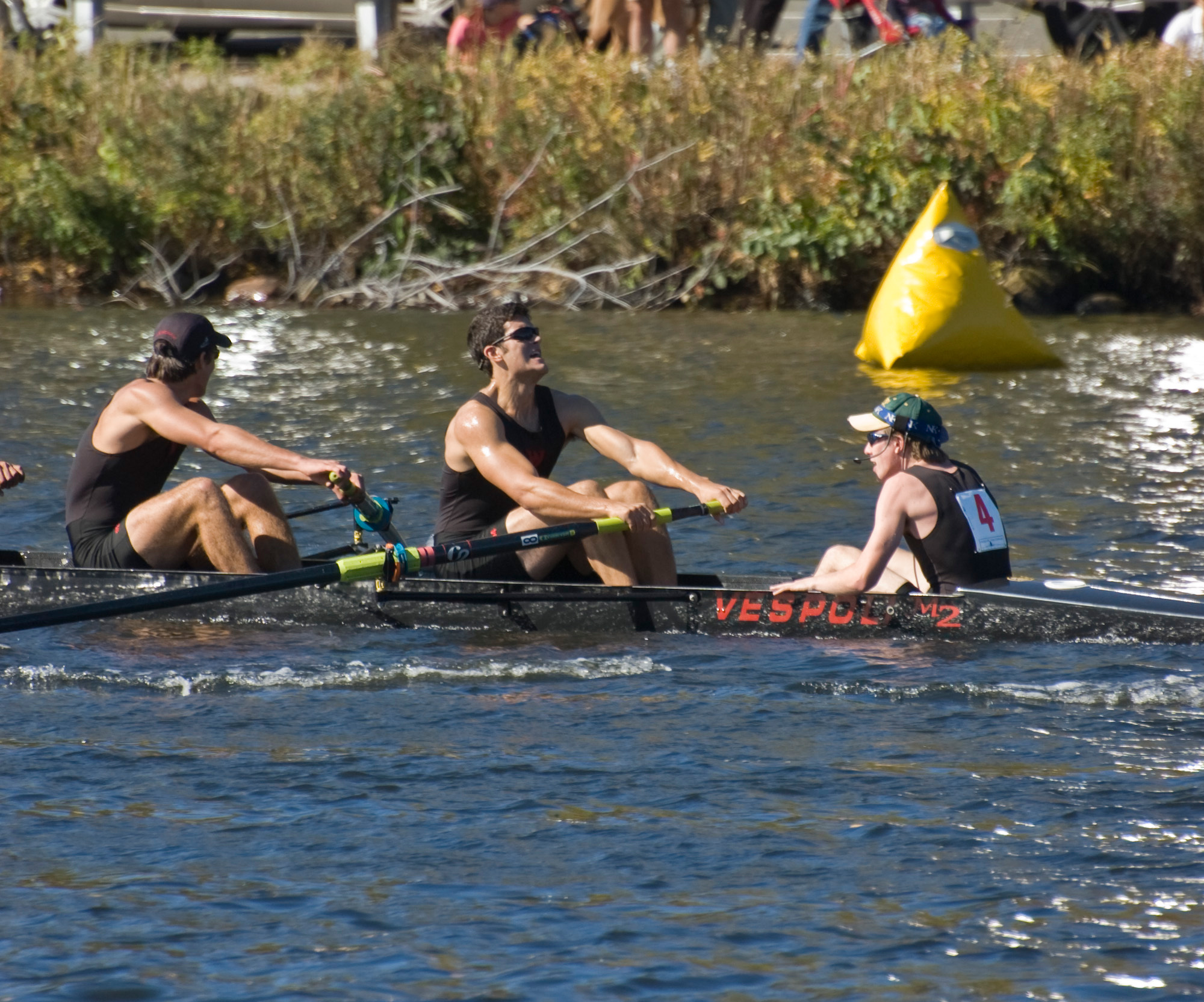
Un barreur (tout à droite), et les rameurs à la 1re position et 2e position lors de la Head of the Charles Regatta.

Dans un équipage d'aviron, le barreur est le membre qui s'assoit sur la poupe ou s'allonge à la proue.

## Objectif du barreur
Le barreur doit, à l'entraînement, corriger les erreurs techniques des rameurs. Il doit motiver les rameurs à garder un bon rythme. Le barreur doit aussi gérer le programme de l'entraînement. Il doit gérer la direction pour être à bonne distance de la berge, il doit éviter que le bateau fasse des virages, pour faire un minimum de distance et maximiser la vitesse de glisse.

## Matériel du barreur
Le barreur dispose d'une cox box ; cet outil permet de donner la cadence (le nombre de coups par minute) à l'équipage, le temps qu'ils ont ramé, et le nombre de coups réalisés. Elle permet également de communiquer avec l'équipage grâce aux enceintes  disposés dans le bateau et au microphone que le barreur attache autour de sa tête
Le barreur doit diriger le bateau, pour cela il dispose d'une barre (gouvernail), elle est composée d'un safran, une plaque immergé, le barreur agit dessus grâce au timon qu'il tire d'un côté ou de l'autre. Ce qui déplace l'axe, un fil de fer, donc déplace le safran.